# بيتري غروسو
بيتري غروسو (بالرومانية: Petre Grosu)‏ هو لاعب كرة قدم ومدرب كرة قدم روماني في مركز الهجوم، ولد في 27 نوفمبر 1955 في بوخارست في رومانيا. لعب مع بيهور أوراديا ورابيد بوخارست وستيودينتيسك بوخارست.